# Paradize (chanson)
Pour l'album du même groupe, voir Paradize.
Pistes de Paradize
Electrastar
Paradize est une chanson du groupe Indochine parue sur l'album du même nom, le 12 mars 2002.
Elle est remixée pour la réédition de l'album sorti en 2012.

## Concert
La chanson est jouée lors du Paradize Tour en alternance avec Like a Monster. Elle est présente sur le double album live étant interprété lors du concert événement de Paris-Bercy le 3 juin 2003. Peu joué ensuite, elle figure dans le medley Black City Club de la tournée Black City Tour, ainsi que dans le medley Club 13 du 13 Tour. Elle est jouée aussi pendant Le Central Tour en 2022 (le 21 mai au Stade de France à Paris, le 4 juin au Matmut Atlantique à Bordeaux, le 11 juin au Stade Vélodrome à Marseille, le 25 juin au Groupama Stadium à Lyon et les 2 et 3 au Stade Pierre-Mauroy à Lille). Elle apparait aussi dans le DVD du Central Tour sorti le 13 janvier 2023.